# برنامج الابتعاث الثقافي
برنامج الإبتعاث الثقافي، هو ورشة عمل وطنية كبرى تابعة لوزارة الثقافة تشهدها المملكة العربية السعودية لتحقيق الركائز الإستراتيجية الثلاث لرؤية المملكة 2030، المتمثلة في بناء مجتمع حيوي، واقتصاد مزدهر، ووطن طموح، كما أنه منبثق من سياق مشروعٍ تعليمي رائد منسجم مع ما تشهده السعودية من تطوير شامل على كافة القطاعات، وسيشجع البرنامج القطاعات الثقافية ويرفده بالكفاءات والقدرات البشرية المتسلحة بالعلم والموهبة والإبداع والطموح، لتساهم في الرحلة الثقافية نحو مستقبل غني تزدهر فيه كل أشكال الثقافة والفنون ويفتح للعالم منافذ جديدة ومختلفة للإبداع والتعبير الثقافي.
يتيح برنامج 'الإبتعاثِ الثقافي' دراسة علم الآثار، التصميم، المتاحف، الموسيقى، المسرح، صناعة الأفلام، الآداب، الفنون البصرية، فنون العمارة، وفنون الطهي وغيرها من صنوف وألوان المعارف الثقافية والفنيّة.

## تفاصيل البرنامج
يشمل البرنامج على ثلاث مسارات وهي:
- مسار الدارسين على حسابهم الخاص، يعطي البرنامج فرصة الإنضمام للدارسين على حسابهم الخاص في الخارج، وفق آليّات وضوابط محدّدة، كإشتراط أن يكون تخصّص الطالب ضمن إطار البرنامج، وأن تكون المؤسسة التعليمية التي يدرس فيها الطالب ضمن قائمة المؤسسات المعتمدة للتخصص الذي يقوم الطالب بدراسته.
- مسار الحاصلين على قبول مسبَق، ويشمل الحاصلين على قبول مسبق غير مشروط من المؤسسات التعليمية المتاحة ضمن البرنامج، فسيكون بمقدورهم الإنضمام للبرنامج، وبدء الدراسة في عام 2020م بعد إستكمالهم للمتطلّبات والإشتراطات.
- مسار الراغبين الجدد بالدراسة، ومن خلاله يتقدّم من يرغب في الدراسة بطلب جديد للإنضمام، إذ سيشارك المتقدمون في هذا المسار في برامج تأهيلية إفتراضية داخل المملكة تساعدهم في الحصول على قبول جامعي في التخصص المختار من قبلهم.

### مزايا
يقدّم البرنامج عددًا من المزايا للطلاب والطالبات في مسار «الدارسين على حسابهم الخاص» ومسار «الحاصلين على قبول مسبق» سعيًا لتحقيقِ الهدف المنشود من الإبتعاث
- بعثة علميّة كاملة تشمل تكاليف الدراسة، والضمان المالي، ومصاريف المعيشة للطالب ومرافقه، بالإضافة للتأمين الصحي، وتذاكر السفر من المملكة إلى مقرِّ البعثة والعكس.
- تقديم برامج إرشاديّة تُركّز على متابعة المبتعث وتقييم تطوّره الأكاديمي، ومدّ يد العون له في كلِّ ما من شأنه تعزيز غايات البرنامج وتحقيق تطلّعات.

كما يقدّم البرنامجُ أيضًا مجموعةً من المزايا لطلاب المسار الثالث الخاص بالراغبين الجدد الذين لم يبدأوا في الدراسة ولم ينالوا القبول الجامعي
- المساهمة في تأهيل المتقدّم من خلال تزويده بما يساعده على التقديم والحصول على قبول من المؤسسات التعليمية وتذليل العقبات التي تواجهه، والمساعدة في إكمال أوجه النقص لديه كالقدرة اللغويّة والمهارات الشخصية وغيرها.
- إقامة ورش عمل تدريبيّة لتطوير مواهب المتقدّمين وتزويدهم بالقدرات والمهارات الضروريّة لإكمال دراستهم، وتمكينهم من الإلتقاء بالخبراء المختصّين في المجالات المتعلّقة بالبعثة.
- تيسير عمليّة الحصول على القبول من الجامعات، وتوفير الوقت والجهد على الطالب ودعمه بأفضل الخدمات في ذلك.

### التخصصات المتاحة ضمن البرنامج
- الموسيقى
- المسرح
- الفنون البصريّة
- صناعة الأفلام
- الآداب واللغات واللغويات
- علم الآثار
- فنون الطهي
- التصميم
- تصميم الأزياء
- فنون العمارة
- المكتبات والمتاحف

### قائمة المؤسسات التعليمية المشمولة
- جامعة هارفرد
- جامعة ييل
- جامعة ستانفورد
- جامعة كولومبيا
- معهد ماساتشوستس للتكنولوجيا
- جامعة كورنيل
- جامعة برنستون
- جامعة براون
- جامعة بنسيلفانيا
- جامعة دارتموث
- جامعة كاليفورنيا - بيركلي
- جامعة دوك
- جامعة شيكاغو
- جامعة كاليفورنيا - لوس أنجلوس
- جامعة واشنطن - سانت لويس
- معهد كاليفورنيا للتكنولوجيا
- جامعة نورث ويسترن
- جامعة جونز هوبكنز
- جامعة فاندربيلت
- جامعة نيويورك
- جامعة إيموري
- جامعة رايس
- جامعة كارنيغي ميلون
- جامعة تافتس
- جامعة ميشيغان - آن أربور
- جامعة نوتردام
- جامعة جورج تاون
- جامعة فيرجينيا
- جامعة جنوب كاليفورنيا
- جامعة أوكسفورد
- جامعة كامبردج
- كلية لندن الجامعية
- كلية لندن الإمبراطورية
- كلية لندن للاقتصاد
- كلية لندن للأعمال
- جامعة بكين
- جامعة هونغ كونغ
- جامعة تسينغ هوا
- جامعة السوربون
- كلية التقنية (Ecole polytechnique)
- جامعة باريس للعلوم والآداب
- جامعة طوكيو
- جامعة كيوتو
- جامعة أستراليا الوطنية
- جامعة سنغافورة الوطنية
- جامعة سول الوطنية
- جامعة ميونخ
- المعهد الفدرالي السويسري للتقنية في زيورخ
- جامعة كوبنهاجن

فنون العمارة:
- جامعة دلفت للتكنولوجيا
- مدرسة مانشستر للفنون المعمارية

علم الآثار:
- جامعة درم
- جامعة إدنبرة
- جامعة ليدن

الفنون البصرية والتصميم:
- الكلية الملكية للفنون
- جامعة لندن للفنون
- مدرسة بارسونز الجديدة للتصميم
- جامعة فرجينيا كومنولث
- كلية رود آيلاند للتصميم
- كلية الفنون التطبيقية بميلانو
- جامعة آلتو
- مدرسة غلاسكو للفنون
- أكاديمية كرانبورك للفنون
- كلية معهد الفنون بشيكاغو
- معهد برات
- معهد كاليفورنيا للفنون

الآداب واللغات واللغويات:
- جامعة ماساتشوستس أمهيرست
- جامعة ميريلاند
- جامعة إدنبرة

المسرح والموسيقى:
- مدرسة جوليارد
- جامعة الموسيقى والفنون الاستعراضية بفيينا
- الكلية الملكية للموسيقى
- الأكاديمية الملكية للموسيقى
- معهد كورتس للموسيقى
- مدرسة غيلدهول للموسيقى والدراما
- جامعة حلوان - كلية التربية الموسيقية
- أكاديمية الفنون بمصر (معهد الموسيقى العربية، معهد المسرح والكونسرفتوار)
- الجامعة الأمريكية بالقاهرة
- جامعة بولونيا
- المعهد العالي للموسيقى في تونس
- المعهد العالي للفن المسرحي بتونس

المكتبات والمتاحف:
- جامعة إلينوي في  أوربانا - شامبين
- جامعة شيفيلد
- جامعة واشنطن
- جامعة إنديانا بلومنجتون
- جامعة نورث كارولينا، تشابل هيل
- جامعة سيراكيوز
- جامعة سيتي هونغ كونغ
- جامعة تكساس - أوستن
- جامعة يوتاه
- جامعة روتجرز
- جامعة ميريلاند
- جامعة لوفبرا
- جامعة أريزونا
- جامعة بيتسبيرغ

فنون الطهي:
- مدرسة لوزان للفندقة
- جامعة نيفادا - لاس فيغاس
- مدرسة ليه روش للضيافة
- معهد غليون للتعليم العالي
- جامعة هونغ كونغ للفنون التطبيقية
- جامعة جريفيث
- جامعة ولاية بنسلفانيا
- جامعة كوينزلاند
- جامعة سنترال فلوريدا
- جامعة سوري
- مدرسة فندق لاهاي
- مدرسة إدارة الفنادق السويسرية
- جامعة بيردو
- جامعة صن-يات صن
- جامعة أكسفورد بروكس
- جامعة تيمبل
- جامعة بورنموث